# دنيس الكسندر
دنيس الكسندر (بالإنجليزية: Dennis Alexander)‏ (19 فبراير 1935 بنوتنغهام في المملكة المتحدة - 11 نوفمبر 2011) هو لاعب كرة قدم بريطاني في مركز الهجوم. لعب مع برايتون أند هوف ألبيون ونوتينغهام فورست وBelper Town F.C. ‏ ونادي غيتزهد وإيكستون تاون ‏ ونادي لونغ إيتون ‏ وSutton Town A.F.C. ‏.

## وصلات خارجية
- دنيس الكسندر على موقع قاعدة بيانات كرة القدم.إي يو (الإنجليزية)